# Ochrosperma
Ochrosperma – rodzaj roślin z rodziny mirtowatych (Mirtaceae). Obejmuje 6 gatunków. Występują one we wschodniej Australii.

## Systematyka
Rodzaj z plemienia Chamelaucieae z podrodziny Myrtoideae z rodziny mirtowatych Mirtaceae.  
Wykaz gatunków
- Ochrosperma adpressum A.R.Bean
- Ochrosperma citriodorum (Penfold & J.L.Willis) Trudgen
- Ochrosperma lineare (C.T.White) Trudgen
- Ochrosperma obovatum A.R.Bean
- Ochrosperma oligomerum (Radlk.) A.R.Bean
- Ochrosperma sulcatum A.R.Bean